# Charlotta Friborg
Charlotta Friborg, född 8 juli 1964 i Järfälla församling, är en svensk journalist.

## Biografi
Friborg har bland annat varit tidskriftsredaktör och liberal ledarskribent på Sundsvalls Tidning.
Hon vikarierade på Dagens Nyheters ledarsida sommaren 1997 och anställdes som ledarskribent våren 1998. Hon fortsatte skriva för ledarredaktionen fram till hösten 2003 då hon blev administrativ redaktionschef. År 2006 blev hon biträdande redaktionschef samt redaktionschef för DN.se och digitala kanaler.
I januari 2010 lämnade hon tillfälligt journalistiken för att bli PR-konsult på Trimedia/Sund (snart omdöpt till Grayling). År 2011 blev hon tidningschef på Östgöta Correspondenten. I januari 2015 började Friborg som publisher för Upsala Nya Tidning.
I september 2016 blev Friborg nyhetschef på SVT Nyheter. Den 1 augusti 2017 efterträdde hon Ulf Johansson som programchef och ansvarig utgivare för Riksnyheterna på SVT, vilket gjorde henne ansvarig för Rapport, Aktuellt, Morgonstudion, digitala publiceringar, med mera.
År 2024 övergick hon till en tjänst som chef på Sveriges Radio med ansvar för all riksproduktion inom P1, P2, P3 och P4 samt divisionens digitala utbud.

## Priser och utmärkelser
- 2021 - Årets förvillare (tillsammans med juryn för Stora journalistpriset 2020 och Henrik Evertsson)[14]
- 2021 - Mommapriset för Årets utgivare[15]